# (16280) Groussin
(16280) Groussin (2000 LS6) est un astéroïde appartenant à la famille de Flore (également appelée Ariadne) de la ceinture principale qui a été découvert en 2000 à la station Anderson Mesa du LONEOS. Sa période orbitale est d'un peu plus de 1 220 jours.

## Historique de la découverte et dénomination
Initialement recensé comme l'objet 2000 LS6 lors de sa découverte le 1er juin 2000, (16280) Groussin est nommé d'après le planétologue de l'université du Maryland, Olivier Groussin, qui fut l'un des principaux artisans de l'étalonnage des instruments travaillant en lumière visible pour la mission de la sonde spatiale Deep Impact (2005-2013) destinée à l'analyse par percussion de la comète 9P/Tempel et qui développa les modèles d'analyse des données des spectromètres infrarouges.